# Symplocos hainanensis
Symplocos hainanensis är en tvåhjärtbladig växtart som beskrevs av Elmer Drew Merrill, Amp; Chun och Hui Lin Li. Symplocos hainanensis ingår i släktet Symplocos och familjen Symplocaceae. Inga underarter finns listade i Catalogue of Life.